# تحصیل سرگودها
تحصیل سرگودها (به انگلیسی: Sargodha Tehsil) یک تحصیل در پاکستان است که در ناحیه سرگودها واقع شده‌است.